# The Zombies
Pour les articles homonymes, voir Zombies (homonymie).
The Zombies est un groupe britannique de pop rock originaire de la ville de St Albans, formé en 1961 et composé de Rod Argent (claviers et composition), Colin Blunstone (chant), Chris White (basse et composition), Paul Atkinson (guitare) et Hugh Grundy (batterie). Le groupe a été intronisé au Rock and Roll Hall of Fame en 2019.

## Historique

### Années 1960
En 1963, ils participent à un concours local dont ils sortent gagnants, ce qui leur permet d'enregistrer en 1964 pour la maison de disques Decca. Le premier single à paraître est She's Not There (écrit par Rod Argent), qui est un énorme succès mondial, arrive no 1 des charts aux États-Unis et sera repris par Carlos Santana sur son album Moonflower.
Suivent les singles Leave Me Be, Tell Her No (qui entre dans le Top 10 aux États-Unis), She's Coming Home, Whenever You're Ready, ou encore Gotta Get a Hold of Myself, qui remportent un certain succès aux États-Unis, au Japon, ou encore aux Philippines où cinq de leurs singles atteignent le Top 10. Le groupe passe alors pour l'un des groupes majeurs de la British Invasion (même si, paradoxalement, le Royaume-Uni est l'un des seuls endroits où le groupe ne marche pas vraiment).
Mais les disques des Zombies se vendent de moins en moins bien et, en 1967, ils décident d'enregistrer pour CBS/Columbia un dernier album avant de se séparer ; ce sera Odessey and Oracle. L'album, que les fans autant que les critiques tiennent aujourd'hui pour le « Pet Sounds britannique », est auto-produit pour un budget dérisoire. Odessey & Oracle ne paraît au Royaume-Uni qu'en avril 1968, CBS hésitant à sortir le disque d'un groupe qui n'existe plus ; ce n'est que grâce à l'insistance du directeur artistique Al Kooper qu'il sort également aux États-Unis. L'album, ainsi que les premiers singles qui en sont tirés, font d'abord un flop, avant que, fin 68-début 69, la chanson Time of the Season n'atteigne le Top 5 aux États-Unis. Les maisons de disques recommencent alors à s'intéresser au groupe et à son éventuelle reformation, mais Rod Argent et Chris White ont déjà commencé à travailler sur un nouveau projet et forment le groupe Argent alors que Colin Blunstone entame une carrière solo. Ce dernier chantera aussi sur quatre albums du groupe Alan Parsons Project — Pyramid en 1978, Eye in the Sky en 1982, Ammonia Avenue en 1984 et Vulture Culture en 1985. En 1996, il sera sur l'album Genesis Revisited de Steve Hackett, puis retrouvera Alan Parsons en 1999 pour chanter sur un morceau de The Time Machine.

### Réunions
Le groupe se reforme brièvement en 1991 sans Rod Argent et sort l'album New World. Blunstone et Argent se retrouvent en 2001, sortent un album ensemble l'année suivante (Out of the Shadows), puis reprennent le nom des Zombies en 2004. Cette nouvelle formation sort l'album As Far As I Can See... la même année et réalise plusieurs tournées encensées par la critique.
À l'occasion des 40 ans de la sortie de Odessey and Oracle les quatre membres fondateurs du groupe — sans Paul Atkinson, mort en 2004 — se réunissent pour une série de trois concerts les 7, 8 et 9 mars 2008. Blunstone et Argent décident ensuite de continuer à tourner avec le groupe bien que Chris White et Hugh Grundy ne souhaitent pas s'investir dans cette tournée. Comme en 2004, Jim et Steve Rodford ainsi que Keith Airey accompagnent donc Colin Blunstone et Rod Argent sur scène. Airey est remplacé par Tom Toomey en 2010, et un nouvel album studio, Breathe Out, Breathe In, sort en 2011.

## Composition du groupe

### Formation actuelle
- Colin Blunstone : chant (1961-1967, 1991, depuis 2004)
- Rod Argent : orgue (1961-1967, depuis 2004)
- Steve Rodford : batterie (depuis 2004)
- Tom Toomey : guitare, chant (depuis 2010)
- Søren Koch : basse (depuis 2018)

### Anciens membres
- Paul Arnold : basse (1961-1962)
- Paul Atkinson : guitare (1961-1967)
- Hugh Grundy : batterie (1961-1967, 1991, 2008)
- Chris White : basse (1962-1967, 1991, 2008)
- Rick Birkett : guitare (1968)
- Sebastian Santa Maria : guitare, orgue (1991)
- Keith Airey : guitare (2004-2010)
- Jim Rodford : basse (2004-2018)
- Darian Sahanaja : claviers (2018)

## Discographie

### Albums
- 1965 : The Zombies (en) (États-Unis)
- 1965 : Begin Here (en) (Royaume-Uni)
- 1968 : Odessey and Oracle
- 1991 : New World
- 2004 : As Far As I Can See... (en)
- 2005 : Live at the Bloomsbury Theatre
- 2008 : Odessey and Oracle: 40th Anniversary Live Concert
- 2011 : Breathe Out, Breathe In (en)
- 2015 : Still Got That Hunger (en)
- 2023 : Different Game

### Compilations
- 1974 : Time of the Zombies (en) (Le premier disque est une compilation de 45tours qui n'étaient pas sortis dans les années 1960 ainsi que des chutes de studio. Le second disque est l'album Odessey and Oracle dans son intégralité)
- 1988 : Meet the Zombies
- 1997 : Zombie Heaven
- 1999 : Absolutely the Best
- 2005 : The Singles As and Bs
- 2007 : The Ultimate Zombies - Original Hits
- 2007 : Into the Afterlife

### Singles
- 08/1964 : She's Not There / You Make Me Feel Good (UK #12, US #2)
- 11/1964 : Leave Me Be / Woman
- 12/1964 : Tell Her No / What More Can I Do? (UK #42, US #6)
- 03/1965 : She's Coming Home / I Must Move (US #58)
- 06/1965 : I Want You Back Again / Remember When I Loved Her (US #95)
- 08/1965 : Whenever You're Ready / I Love You (US #110)
- 09/1965 : Just Out of Reach / Remember You (US #113)
- 02/1966 : Is This the Dream? / Don't Go Away
- 06/1966 : Indication / How We Were Before
- 09/1966 : Gotta Get a Hold of Myself / The Way I Feel Inside
- 11/1966 : Goin' Out of My Head / She Does Everything for Me
- 11/1967 : Care of Cell 44 / Beechwood Park
- 03/1968 : Butcher's Tale (Western Front 1914) / This Will Be Our Year
- 11/1968 : Time of the Season / Friends of Mine (US #3)
- 05/1969 : Imagine the Swan / Conversations Off Floral Street (US #109)